# Antille Olandesi ai XV Giochi olimpici invernali
Le Antille Olandesi parteciparono ai XV Giochi olimpici invernali, svoltisi a Calgary, Canada, dal 13 al 28 febbraio 1988, con una delegazione di 2 atleti impegnati in due discipline.